# 梁崇义
梁崇義（？—781年），長安人。
身強有力，能徒手將鐵鉤拉直，再把它捲回原狀，沈默寡言，不多話，很得士兵愛戴。早年為羽林（禁軍第一、二軍）射生（神射手），追隨山南東道（湖北襄樊）節度使來瑱至襄陽（湖北省襄樊市）。累遷右兵馬使。來瑱被程元振誣殺後，崇義收集餘眾退守襄州，誅殺李昭及薛南陽。朝廷姑息，任他为山南東道節度使。
德宗建中二年（781年），朝廷派淮西（河南許昌）節度使李希烈聲討崇義。梁崇義發兵至江陵，至四望，大敗而歸。希烈又於蠻水大破之，追至疏口，又破之，翟暉、杜少誠二將請降。六月，李希烈直搗襄陽，梁崇義閉城拒守，守衛者卻開門爭出，崇義自大勢已去，與妻跳井自殺，傳首京師。
梁崇义之前的妻子为河间县君邢氏（宝应元年六月三日卒，年四十）和王斛斯之孙女、王奇光之女太原郡夫人王纵（大历十年五月廿一日卒，年二十六）。后者墓志载梁崇义封爵保定伯。
孙梁叔明，为李纳所养，后随昭义节度使刘悟为昭义军将，刘悟子刘从谏继为节度使，死后遣梁叔明进旄节，梁叔明被下诏诛杀。

## 延伸阅读
[在维基数据编辑]
 《舊唐書·卷121》，出自刘昫《舊唐書》
 《新唐書·卷224上》，出自《新唐書》